# 파울로 폰세카
파울로 폰세카 (Paulo Fonseca, 1973년 3월 5일 ~ )은 모잠비크 출신의 전직 축구 선수였으며 현재는 이탈리아 세리에 A의 AC 밀란 감독이다.